# Thymelaea tinctoria
Thymelaea tinctoria är en tibastväxtart. Thymelaea tinctoria ingår i släktet sparvörter, och familjen tibastväxter.

## Underarter
Arten delas in i följande underarter:
- T. t. nivalis
- T. t. tinctoria

## Bildgalleri

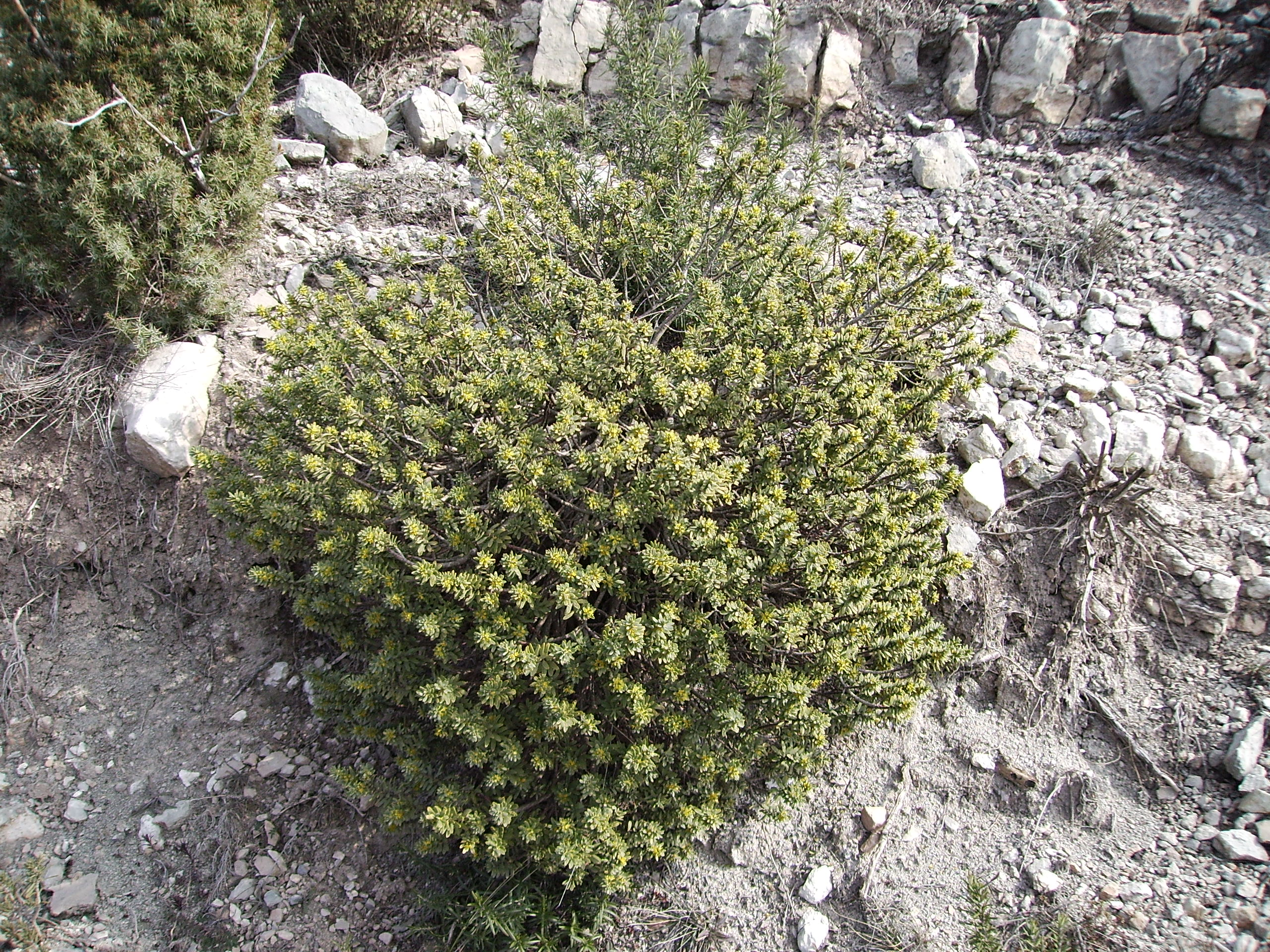
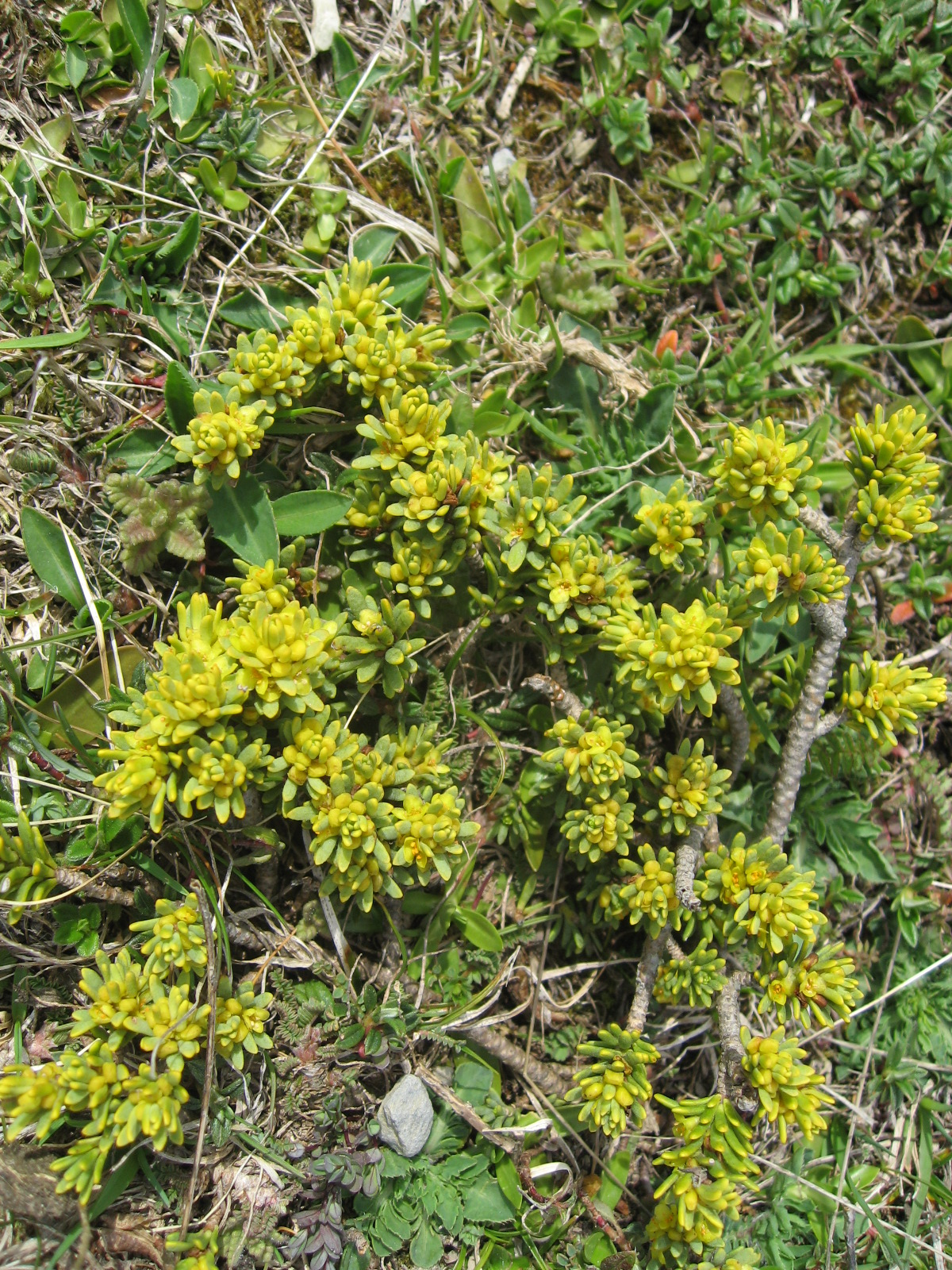
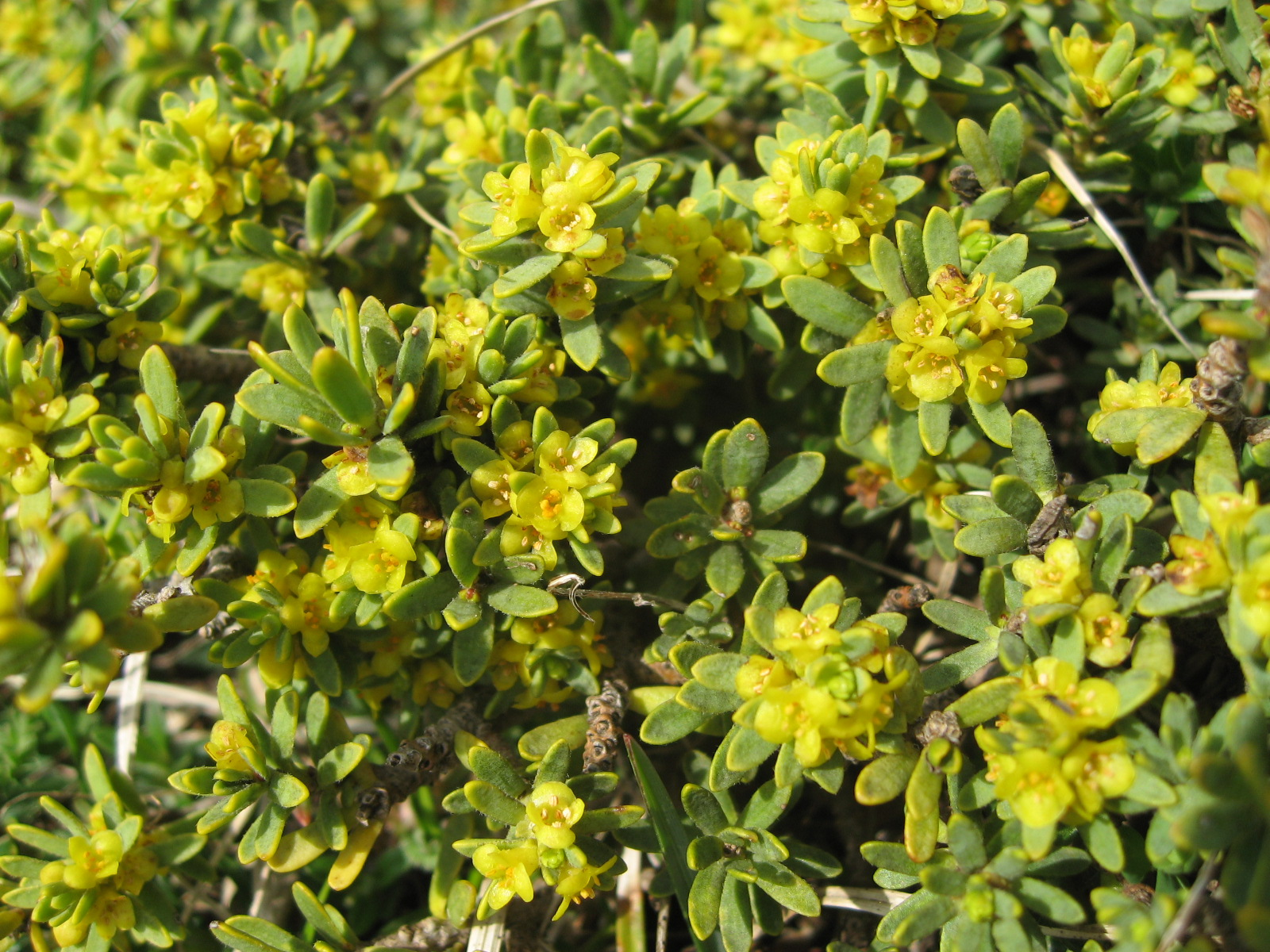
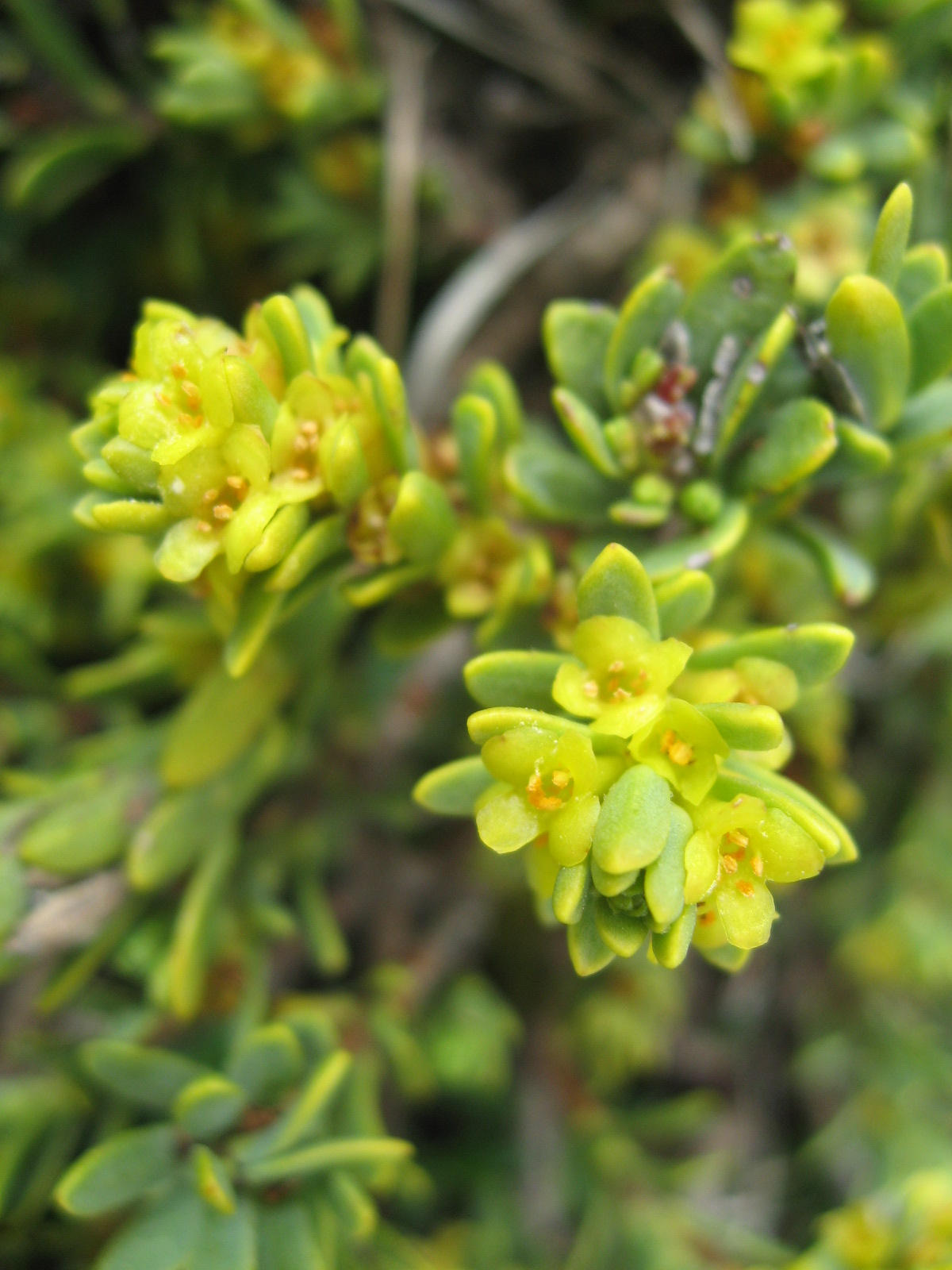
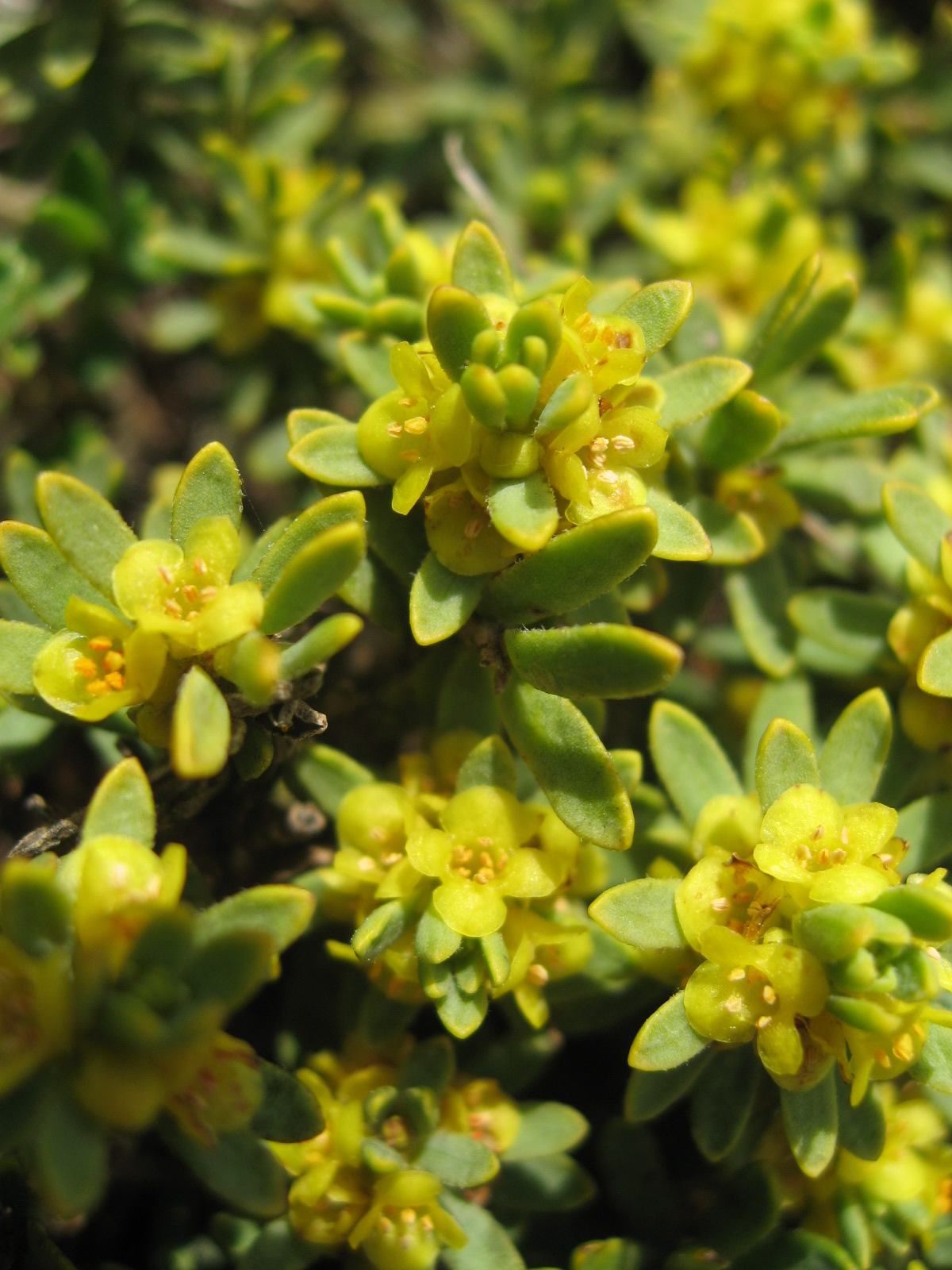
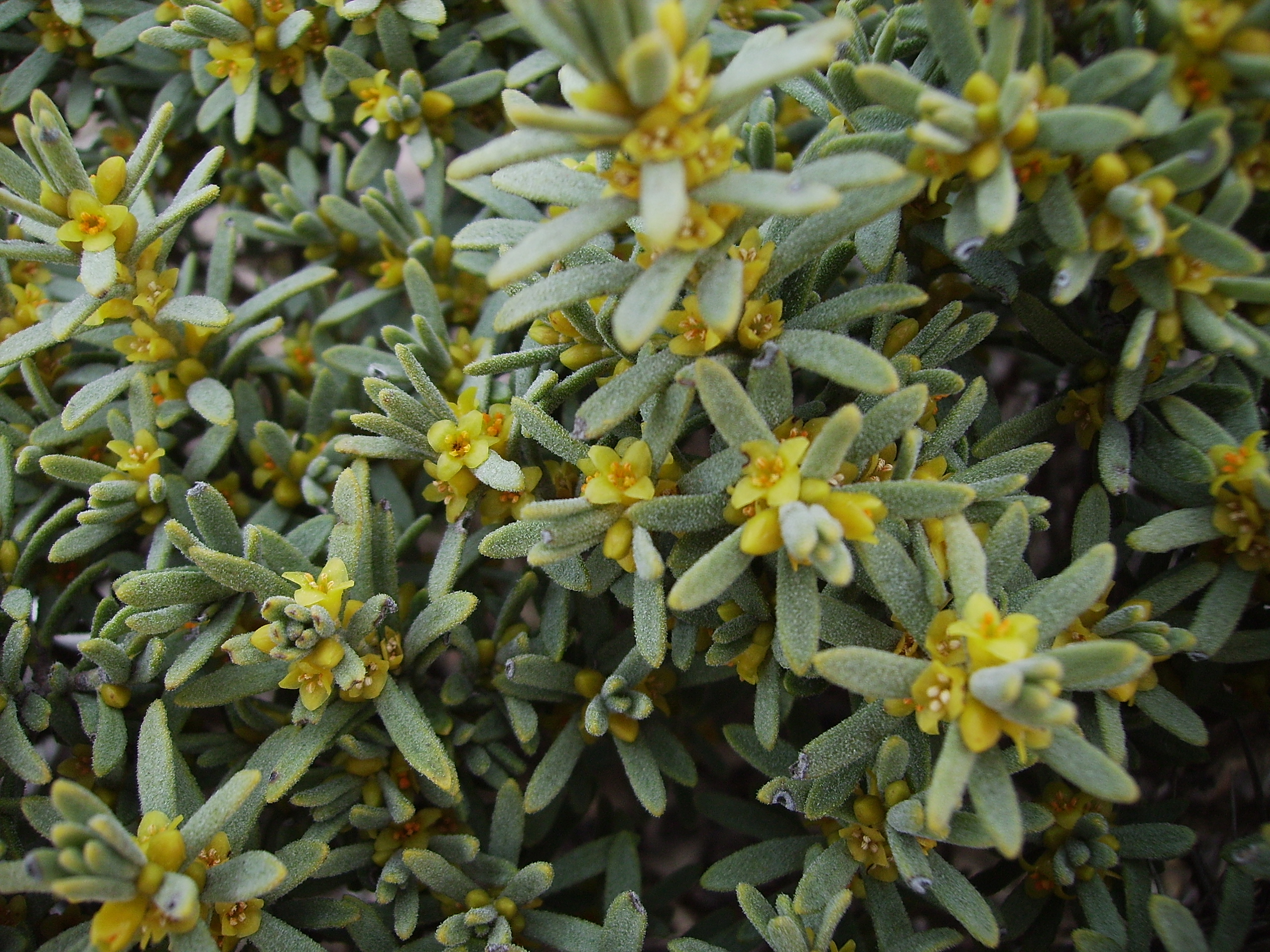